# Poskurice
Poskurice (cyr. Поскурице) – wieś w Serbii, w okręgu szumadijskim, w mieście Kragujevac. W 2011 roku liczyła 516 mieszkańców.